# 1000-km-Rennen von Buenos Aires 1955

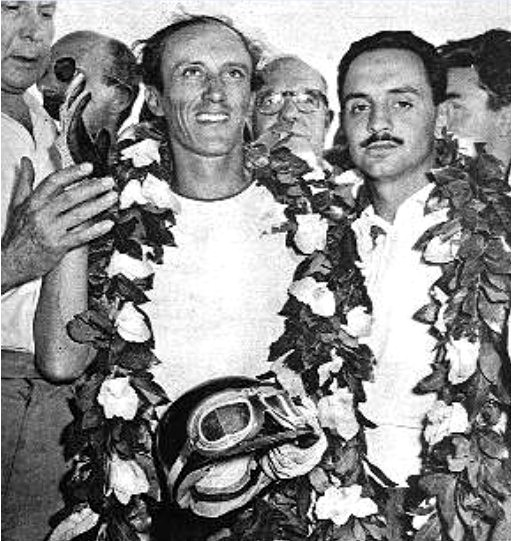
Die Sieger: Enrique Sáenz-Valiente und José-Maria Ibánez

Das zweite  1000-km-Rennen von Buenos Aires, auch GP Buenos Aires 1000 Kilometres, Autódromo Municipal, fand am 23. Januar 1955 auf dem Autódromo Municipal-Avenida Paz statt und war der erste Wertungslauf der Sportwagen-Weltmeisterschaft dieses Jahres.

## Das Rennen
Im Unterschied zum Rennen des Vorjahres fanden 1955 nur zwei internationale Werksteams den Weg nach Südamerika; die Scuderia Ferrari und Gordini. Der Veranstalter verlegte das Rennen vom Autódromo Juan y Oscar Alfredo Gálvez auf einen holprigen 17 km langen Straßenkurs. Beide Werks-Ferrari starteten aus der ersten Startreihe, wurden im Rennen jedoch disqualifiziert. Der Wagen von Umberto Maglioli und Clemar Bucci war am Start angeschoben worden und der Trainingsschnellste Maurice Trintignant wurde wegen eines nicht regelkonformen Motors vorzeitig aus dem Rennen genommen.
Der Sieg ging dennoch an Ferrari.  Enrique Sáenz-Valiente und José-Maria Ibánez siegten auf einem privat gemeldeten Ferrari 375 Plus.

## Ergebnisse

### Schlussklassement
| 1               | S +3.0 | 4   |                         | Enrique Sáenz-Valiente José-Maria Ibánez    | Ferrari 375 Plus      | 58 |
| 2               | S +3.0 | 8   |                         | Carlos Najurieta César Rivero               | Ferrari 375MM         | 58 |
| 3               | S 3.0  | 30  | Equipo Presidente Péron | José Faraoni Ricardo Grandío                | Maserati A6GCS        | 56 |
| 4               | S 1.5  | 34  |                         | Jaroslav Juhan Jorge Salas Chaves           | Porsche 550 Spyder    | 56 |
| 5               | S 3.0  | 14  | Equipe Gordini          | Élie Bayol Harry Schell                     | Gordini T24S          | 54 |
| 6               | S 3.0  | 26  |                         | Jorge Camano Oscar Camano                   | Ferrari 212           | 54 |
| 7               | S 3.0  | 32  |                         | Alejandro de Tomaso Oscar Reyes             | Maserati A6GCS        | 52 |
| 8               | Mod. T | 52  |                         | Oscar Gálvez Eduardo Martins                | Ford V-8              | 52 |
| 9               | S 3.0  | 18  |                         | Louis Milan Elpidio Tortone                 | Ferrari 625TF         | 51 |
| 10              | Mod. T | 50  |                         | Juan-Carlos Garavaglia Manuel Rodriguez     | Ford V-8              | 51 |
| 11              | Mod. T | 66  |                         | Guillermo Airaldi Douglas Marimón           | Alfa Romeo 1900       | 49 |
| 12              | Mod. T | 102 |                         | Angel de la Rosa Angel Antenone             | Ford V-8              | 48 |
| 13              | Mod. T | 96  |                         | Hector della Romana                         | Ford V-8              | 44 |
| 14              | S 1.5  | 48  |                         | Patricio Badaracco Emart                    | Cisitalia 202         | 44 |
| 15              | Mod. T | 92  |                         | Eugenio Modica Ignacio Espina               | Ford V-8              | 43 |
| 16              | S 3.0  | 24  |                         | Angel Maiocchi Carlos Lostalo               | Ferrari 225S Vignale  | 42 |
| 17              | Mod. T | 70  |                         | Antonio Pereyra A. Cea                      | Ford V-8              | 42 |
| 18              | S 3.0  | 22  |                         | Alvaro Piano Miguel Schroeder               | Ferrari 225E          | 42 |
| 19              | Mod. T | 90  |                         | Juan Carrica Arias Moreno                   | Ford V-8              | 39 |
| Nicht klassiert |        |     |                         |                                             |                       |    |
| 20              | S 1.5  | 38  |                         | Curt Delfosse                               | Gordini T15S          | 22 |
| Disqualifiziert |        |     |                         |                                             |                       |    |
| 21              | S 3.0  | 20  | Scuderia Ferrari        | Umberto Maglioli Clemar Bucci               | Ferrari 750 Monza     | 33 |
| 22              | S +3.0 | 10  | Scuderia Ferrari        | Maurice Trintignant José Froilán González   | Ferrari 118LM         | 27 |
| Ausgefallen     |        |     |                         |                                             |                       |    |
| 23              | S +3.0 | 12  |                         | José Millet Gabriel Gabin                   | Jaguar C-Type         | 41 |
| 24              | S 3.0  | 28  | Equipe Gordini          | Adolfo Schwelm-Cruz Pedro Llano             | Gordini T15S          | 40 |
| 25              | S 3.0  | 2   |                         | Franco Bruno Carlos Bruno                   | Allard J2X            | 19 |
| 26              | S +3.0 | 6   |                         | Roberto Bonomi Ernesto Florencio Castro Cra | Ferrari 375MM Spezial | 7  |
| 27              | S 3.0  | 16  |                         | Alberto Rodríguez Larreta David Speroni     | Ferrari 250MM         |    |
| 28              | S 1.5  | 36  |                         | Thomas Mayol Juan Gobbi                     | Porsche 356 Super     |    |
| 29              | S 1.5  | 40  |                         | Ernesto Tornquist Miguel Nadie              | Porsche 550 Spyder    |    |
| 30              | S 1.5  | 42  |                         | Lucio Bollaert Carlos Stabile               | Gordini T15S          |    |
| 31              | S 1.5  | 46  |                         | Jorge Saggese Sedano Acosta                 | Fiat-Abarth 207       |    |
| 32              | Mod. T | 54  |                         | Ernesto Petrini Domingo Colanero            | Ford V-8              |    |
| 33              | Mod. T | 56  |                         | Felix Alberto Peduzzi Eduardo del Molino    | Chevrolet Bel Air     |    |
| 34              | Mod. T | 58  |                         | Jorge Desconte                              | Ford V-8              |    |
| 35              | Mod. T | 60  |                         | Pablo Birger                                | Ford V-8              |    |
| 36              | Mod. T | 62  |                         | Esteban Sokol E. Ojea                       | Ford V-8              |    |
| 37              | Mod. T | 64  |                         | Ernesto Blanco N. Larocca                   | Ford V-8              |    |
| 38              | Mod. T | 68  |                         | Juan Fernando Piersanti J. Colanero         | Ford V-8              |    |
| 39              | Mod. T | 74  |                         | Juan Navone D. Teseire                      | Ford V-8              |    |
| 40              | Mod. T | 76  |                         | Marcelo Aloe Velcher B. Marciulevicius      | Chevrolet Bel Air     |    |
| 41              | Mod. T | 78  |                         | Elmer Oppen                                 | Ford V-8              |    |
| 42              | Mod. T | 80  |                         | Rodolfo de Alzaga R. Luro                   | Ford V-8              |    |
| 43              | Mod. T | 82  |                         | José Lorenzetti                             | Ford V-8              |    |
| 44              | Mod. T | 84  |                         | Enrique D’Ascanio Hugo Vasquez              | Ford V-8              |    |
| 45              | Mod. T | 86  |                         | Louis Gonzales J. N. Soto                   | Ford V-8              |    |
| 46              | Mod. T | 88  |                         | Plinio Rosetto                              | Ford V-8              |    |
| 47              | Mod. T | 94  |                         | Paul Alonso                                 | Ford V-8              |    |
| 48              | Mod. T | 98  |                         | Antonio Gomez                               | Ford V-8              |    |
| 49              | Mod. T | 100 |                         | Carming Carlos Guimarey                     | Ford V-8              |    |
| 50              | Mod. T | 104 |                         | Francisco de Ridder Carlo Tomasi            | Ford V-8              |    |
| 51              | Mod. T | 106 |                         | Segundo Ale E. Canriero                     | Chevrolet Bel Air     |    |
| 52              | Mod. T | 110 |                         | Emilio Boretto                              | Ford V-8              |    |
| Nicht gestartet |        |     |                         |                                             |                       |    |
| 53              | S 1.5  | 3   |                         | Ernesto Tornquist                           | Gordini T11S          | 1  |
| 54              | S 1.5  | 44  |                         | Óscar González Jorge Malbran                | Porsche 550 Spyder    | 2  |
| 55              | Mod. T | 72  |                         | Tadeo Taddia Sebastian Messino              | Chevrolet Bel Air     | 3  |

1 nicht gestartet
2 nicht gestartet
3 nicht gestartet

### Nur in der Meldeliste
Bei diesem Rennen wurden keine weiteren Meldungen abgegeben.

### Klassensieger
| Klasse                   | Fahrer                 | Fahrer            | Fahrzeug         | Platzierung im Gesamtklassement |
| ------------------------ | ---------------------- | ----------------- | ---------------- | ------------------------------- |
| Sportwagen über 3000 cm³ | Enrique Sáenz-Valiente | José-Maria Ibánez | Ferrari 375 Plus | Gesamtsieg                      |
| Sportwagen bis 3000 cm³  | José Faraoni           | Ricardo Grandío   | Maserati A6GCS   | Rang 3                          |
| Sportwagen bis 1500 cm³  | Patricio Badaracco     | Emart             | Cisitalia 202    | Rang 14                         |
| Modifizierte Tourenwagen | Oscar Gálvez           | Eduardo Martins   | Ford V-8         | Rang 8                          |

### Renndaten
- Gemeldet: 55
- Gestartet: 52
- Gewertet: 19
- Rennklassen: 4
- Zuschauer: unbekannt
- Wetter am Renntag: warm und trocken
- Streckenlänge: 17,136 km
- Fahrzeit des Siegerteams: 6:35:15,400 Stunden
- Gesamtrunden des Siegerteams: 58
- Gesamtdistanz des Siegerteams: 993,888 km
- Siegerschnitt: 150,872 km/h
- Pole Position: Maurice Trintignant – Ferrari 118LM (#10)
- Schnellste Rennrunde: José Froilan Gonzales – Ferrari 118LM (#10) – 6:06,100 = 168,505 km/h
- Rennserie: 1. Lauf zur Sportwagen-Weltmeisterschaft 1955